# Heinrich Schafmeister

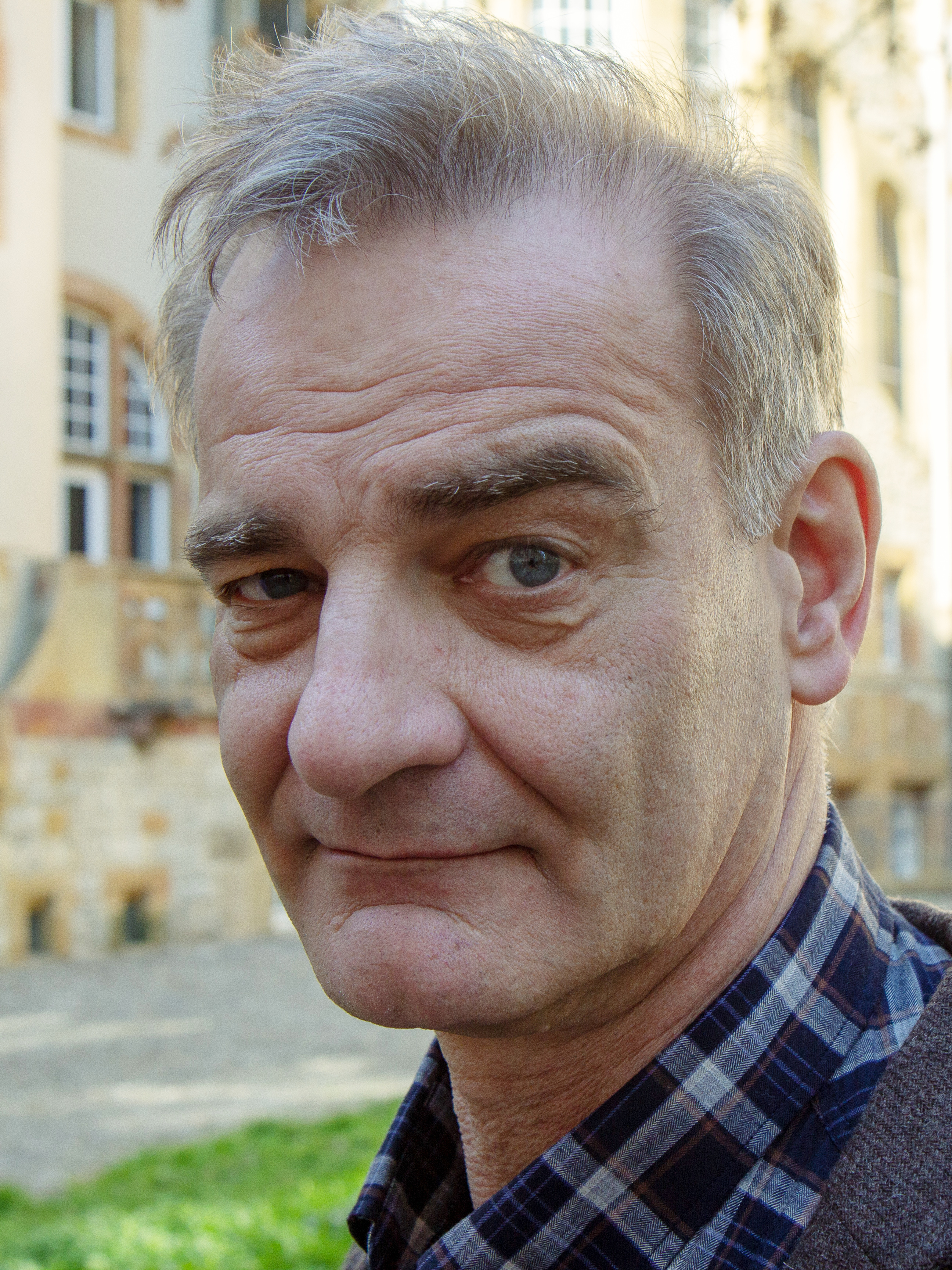
Heinrich Schafmeister, 2018

Heinrich Schafmeister (* 2. März 1957 in Essen) ist ein deutscher Schauspieler und Moderator.

## Leben

### Herkunft und Ausbildung
Heinrich Schafmeister ist das zweite von drei Kindern des Juristen Johannes Schafmeister (1924–2019), der von 1974 bis 1989 Präsident des Landessozialgerichts in Schleswig-Holstein war, und dessen Ehefrau Thea Schafmeister. Er besuchte von 1963 bis 1967 die Grundschule und danach bis 1973 die Albert-Einstein-Realschule in Essen. Danach absolvierte er sein Abitur am St.-Pius-Gymnasium Coesfeld und studierte anschließend Germanistik und Musik. Er brach das Studium 1980 ab, um zur Folkwang-Hochschule für Musik und Darstellende Künste zu wechseln, wo er mit Armin Rohde und Hansa Czypionka in einer Klasse war.

### Theater, Film und Fernsehen

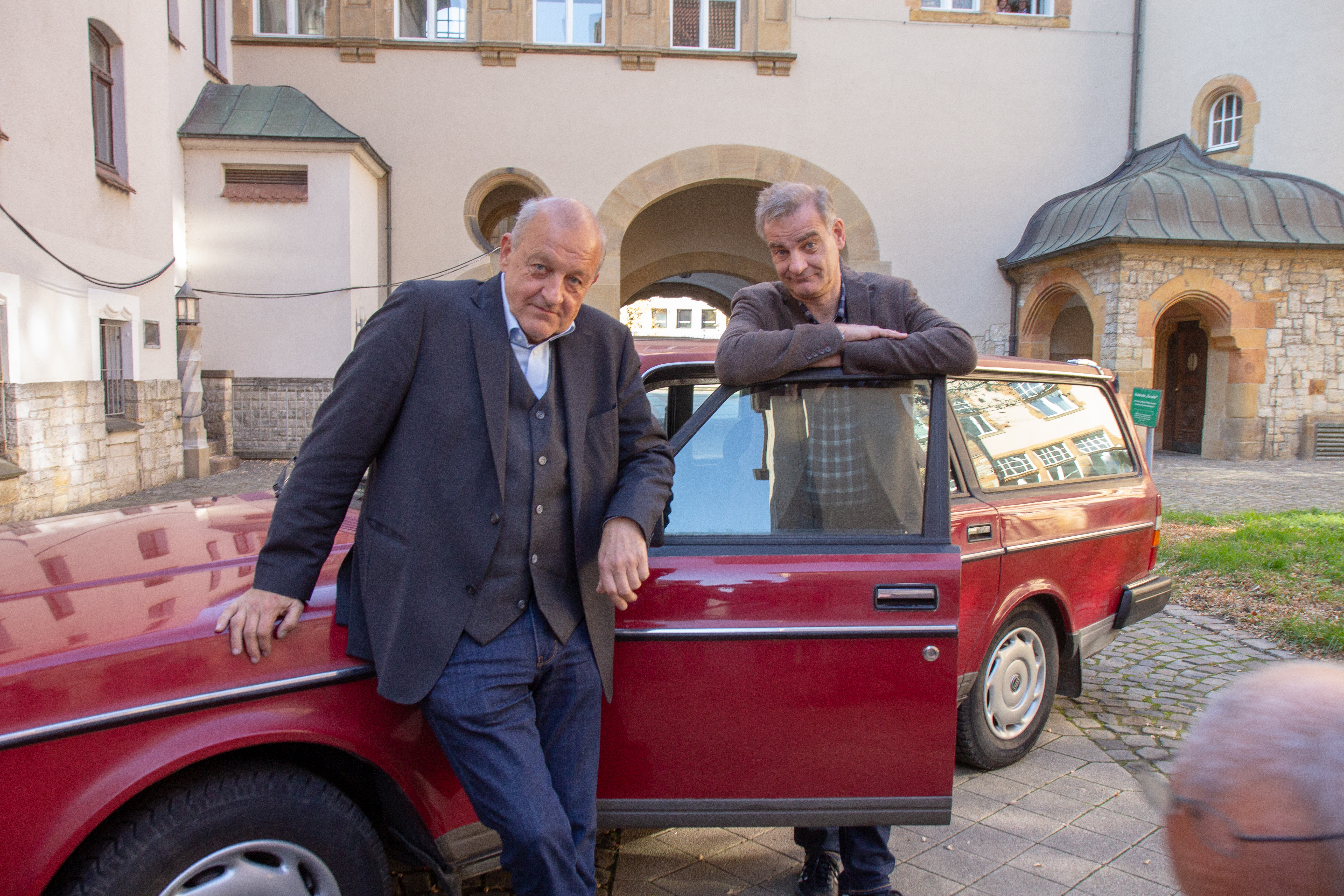
Heinrich Schafmeister mit Leonard Lansink am Set von Wilsberg vor einem Volvo

Nach Abschluss seiner Schauspielausbildung spielte Schafmeister sechs Jahre lang in Aachen Theater. Zusammen mit Leonard Lansink stand er in zahlreichen Theatervorstellungen auf der Bühne.
Sein Kinodebüt gab Schafmeister 1984 unter der Regie von Dominik Graf als Chris in dem Jugendfilm Treffer. Graf besetzte ihn 1988 auch an der Seite von Götz George und Gudrun Landgrebe in einer Nebenrolle als Manfred Otten in dem Kriminalfilm Die Katze. Unter der Regisseurin Vivian Naefe spielte er 1995 neben Christoph Waltz in dem Spielfilm Man(n) sucht Frau. In Joseph Vilsmaiers Filmbiografie Comedian Harmonists spielte er 1997 den Sänger Erich A. Collin, eine der Hauptrollen.
Schafmeister übernimmt neben Rollen in Kino- und Fernsehfilmproduktionen wiederholt Gastrollen in Fernsehserien und -reihen, etwa als Manfred Höch in Wilsberg (1995 bis 2012), als Didi Denkelmann bei Die Camper (1997) oder als Karl Wolkenfuß in Wie erziehe ich meine Eltern? (2002 bis 2004). Seit 2007 spielt er an der Seite von Rainer Hunold in der ZDF-Krimiserie Der Staatsanwalt die Rolle des Imbissbudenbetreibers Stefan Schiller. Daneben wirkte er in mehreren Folgen der Krimireihen Tatort und Polizeiruf 110 mit.
Vom 23. Juli bis Dezember 2018 moderierte er zusammen mit Alina Stiegler das ARD-Morgenmagazin Live nach neun.

### Engagement und Privates
Schafmeister war seit Gründung des Bundesverbandes Schauspiel (BFFS), der Gewerkschaft für Schauspieler, im Jahre 2006 bis Ende 2022 dort ehrenamtlich als Schatzmeister tätig. Im Vorstand kümmerte er sich außerdem um die Sozial- und Tarifpolitik. In dieser Funktion war er Ende 2013 mit verantwortlich für den Abschluss des ersten Tarifvertrags für Schauspielerinnen und Schauspieler der deutschen Film- und Fernsehbranche, mit dem u. a. eine Einstiegsgage für den Berufseinstieg eingeführt wurde.
Zur Europawahl 2014 unterstützte Schafmeister die SPD und ihren Spitzenkandidaten Martin Schulz.
Heinrich Schafmeister lebt in Köln und ist verheiratet mit Jutta Schafmeister, einer Agentin für Schauspieler.

## Filmografie

### Kinofilme
- 1984: Treffer
- 1988: Die Katze
- 1989: Tiger, Löwe, Panther
- 1991: Meine Tochter gehört mir
- 1992: Kleine Haie
- 1992: Go Trabi Go 2 – Das war der wilde Osten
- 1994: Die Sieger
- 1994: Der bewegte Mann
- 1995: Ein falscher Schritt
- 1995: Der Leihmann
- 1997: Harald – Der Chaot aus dem Weltall
- 1997: Comedian Harmonists
- 1998: Bis zum Horizont und weiter
- 1998: Solo für Klarinette
- 2000: Der Bär ist los!
- 2001: Pinky und der Millionenmops
- 2001: Das Sams
- 2002: Wie verliebt man seinen Vater?
- 2002: Was nicht passt, wird passend gemacht
- 2002: Wie die Karnickel
- 2006: TKKG – Das Geheimnis um die rätselhafte Mind-Machine
- 2007: Vollidiot
- 2008: Evet, ich will!
- 2011: Tage, die bleiben
- 2011: Biss zur großen Pause – Das Highschool Vampir Grusical
- 2013: Kaiserschmarrn
- 2021: Bekenntnisse des Hochstaplers Felix Krull
- 2021: Es ist nur eine Phase, Hase

### Fernsehfilme
- 1989: Der Leibwächter
- 1990: Eine Wahnsinnsehe
- 1990: Für immer jung
- 1992: Freunde fürs Leben – Blinde Angst
- 1993: Todesreigen
- 1993: Dann eben mit Gewalt
- 1993: Maus und Katz
- 1994: Das Phantom – Die Jagd nach Dagobert
- 1994: Man(n) sucht Frau
- 1996: Das Mädchen Rosemarie
- 1997: Diamanten küßt man nicht
- 1997: Seitensprung in den Tod
- 1999: Mit fünfzig küssen Männer anders
- 2000: Alle Kinder brauchen Liebe
- 2005: Suche Mann für meine Frau
- 2006: Willkommen in Lüsgraf
- 2006: Pik & Amadeus – Freunde wider Willen
- 2008: Das Glück am Horizont
- 2010: Aschenputtel
- 2011: Das große Comeback
- 2011: Familie macht glücklich

### Fernsehserien und -reihen
- 1988: Lindenstraße (eine Folge)
- 1991: Tatort: Der Fall Schimanski
- 1992: Der Fahnder (eine Folge)
- 1992–2009: Ein Fall für zwei (sechs Folgen)
- 1992: Büro, Büro (18 Folgen)
- 1994: Ihre Exzellenz, die Botschafterin (drei Folgen)
- 1995: Polizeiruf 110: Roter Kaviar
- 1995: Zoff und Zärtlichkeit (sechs Folgen)
- 1995–2012: Wilsberg (15 Folgen)
- 1996–2000: Mit einem Bein im Grab (sieben Folgen)
- 1996–2000: Männer sind was Wunderbares
- 1997: Die Camper (13 Folgen)
- 1997: Frauenarzt Dr. Markus Merthin (eine Folge)
- 2000, 2006, 2013, 2021: In aller Freundschaft (vier Folgen)
- 2001: Kommissar Rex – Tödliche Tests
- 2001: Der Ermittler – Der letzte Ausweg
- 2002: Polizeiruf 110: Angst um Tessa Bülow
- 2002–2004: Wie erziehe ich meine Eltern? (26 Folgen)
- 2003: Denninger – Der Mallorcakrimi: Doppeltes Spiel
- 2005: Edel & Starck (eine Folge)
- 2005: Die Rosenheim-Cops – Nur der Mond schaut zu
- 2006: Das Traumschiff: Singapur und Bali
- 2007: Kinder, Kinder (neun Folgen)
- 2007: Ein starkes Team: Unter Wölfen
- seit 2007: Der Staatsanwalt
- 2009: Die Rosenheim-Cops – Zu Tode betrübt
- 2009–2010: Oben ohne (sieben Folgen)
- 2010: Alarm für Cobra 11 – Die Autobahnpolizei (eine Folge)
- 2010: Rosamunde Pilcher – Wenn das Herz zerbricht
- 2010: Pfarrer Braun: Schwein gehabt!
- 2010–2011: Wie erziehe ich meine Eltern? (14 Folgen)
- 2011: SOKO 5113 (eine Folge)
- 2012: Heiter bis tödlich: Alles Klara (sechs Folgen)
- 2013: Rosamunde Pilcher – Eine Frage der Ehre
- 2014: Stubbe – Von Fall zu Fall (Fernsehserie, eine Folge)
- 2015: Rosamunde Pilcher – Rundum glücklich
- 2015: Inga Lindström – Süße Leidenschaft
- 2017: Das Traumschiff: Tansania
- 2017: Die Rosenheim-Cops – Der tote Bote
- 2018: SOKO Köln – Die Boule – Bande
- 2019: Bettys Diagnose – Stillgestanden
- 2020: Der Staatsanwalt: Null Toleranz (Auftaktfilm zur 15. Staffel)
- 2020: Wilsberg: Bielefeld 23
- 2021: SOKO Stuttgart – Paartherapie
- 2021: Das Traumschiff: Malediven/Thaa Atoll
- 2021: Bettys Diagnose – Der Schein trügt

## Auszeichnungen
- 1997: Bayerischer Filmpreis (Sonderpreis für seine Darstellung in Comedian Harmonists)
- 2014: Deutscher Schauspielerpreis (Sonderpreis Extrastarker Einsatz)
- 2020: Bundesverdienstkreuz am Bande